# Helosciadium
Genre
Classification phylogénétique
Helosciadium est un genre de plantes à fleurs de la famille des Apiaceae. Il regroupe 5 espèces de plantes herbacées originaires d'Europe et d'Afrique du Nord.

## Liste des espèces
- Helosciadium bermejoi (L. Llorens) Popper & M.F. Watson – Synonyme Apium bermejoi L. Llorens
- Helosciadium crassipes W.D.J.Koch – Synonyme Apium crassipes
- Helosciadium inundatum (L.) W.D.J. Koch – Synonyme Apium inundatum (L.) H.G. Reichb.
- Helosciadium nodiflorum (L.) Koch – Synonyme Apium nodiflorum (L.) Lag.
- Helosciadium repens (Jacq.) W.D.J.Koch, 1824 – Synonyme Apium repens (Jacq.) Lag.